# لانگ ساتن، لینکلن‌شر
latitudeلانگ ساتن، لینکلن‌شرlongitudeلانگ ساتن، لینکلن‌شر
لانگ ساتن (به انگلیسی: Long Sutton, Lincolnshire) یک شهرک در انگلستان است که در شهرستان لینکلن‌شر واقع شده‌است.

## خصوصیات
لانگ ساتن ۵٬۰۳۷ نفر جمعیت دارد.